# Nizar Nayyouf
Nizar Nayyouf (Arabisch: نزار نيوف) (Latakia, 29 mei 1962) is een Syrisch journalist.

## Leven
Nayyouf slaagde aan de Universiteit van Damascus met een graad in Politieke Economie en Economische Ontwikkeling. Hierna begon hij met een carrière in de journalistiek. Begin jaren 90 was hij hoofdredacteur voor het maandblad Sawt al-Democratiyya (Democratische Stem).
Nayyouf was in 1992 secretaris-generaal van het Comité voor de Verdediging van Democratische Vrijheden en Mensenrechten (CDF) toen de regering met harde acties kwam tegen activisten en aanhangers van de CDF. Veiligheidstroepen namen zijn vrouw Nada en hun baby Sara gevangen om Nayyouf zo te dwingen zich aan te geven bij de politie. Tussen 29 februari en 27 mei werden hij en ten minste 17 andere CDF-activisten door het Staatsveiligheidshof veroordeeld; Nayyouf ontving de langste gevangenisstraf van tien jaar, op grond van lidmaatschap van een verboden organisatie.
De eerste tien maanden van zijn gevangenisstraf bevond hij zich in de gevangenis van Saydnaya in een buitenwijk van Damascus. Hier probeerde hij een oproer te organiseren, waardoor hij overgeplaatst werd naar de strengbewaakte gevangenis van Palmyre in de Syrische woestijn. In 1993 ging hij hier 13 dagen lang in hongerstaking.
Nadat hij bewijsmateriaal over marteling naar buiten smokkelde, werd hij opnieuw overgeplaatst, ditmaal naar de militaire gevangenis van Mezze in Damascus. Hier onderging hij opnieuw marteling, waaronder de middeleeuwse methode van de Duitse Stoel waarbij de ruggengraat wordt opgerekt. Ook werd hij in een bad gegooid die onder stroom stond, werd hij twee à drie uur per dag opgehangen aan zijn voeten, werd hij met een stalen pijp of kabel geslagen en eronder geürineerd toen hij weigerde te bidden voor een portret van president Hafiz al-Assad.
Nayyouf werd te kennen gegeven dat hij alleen levenswaardige omstandigheden zou krijgen, zo gauw hij zou afzweren zich nog langer met politieke activiteiten bezig te houden. Hij hield niettemin een uitdagende houding aan. Internationaal kwam er steeds meer aandacht voor zijn zaak; hij ontving meerdere internationale onderscheidingen.
Op 7 mei 2001 werd hij vrijgelaten. Zijn vrijlating viel samen met het bezoek van paus Johannes Paulus II aan Syrië. In eerste instantie werd hij onder huisarrest geplaatst, maar na internationale druk mocht hij voor medische verzorging vertrekken naar Frankrijk. Dit land schonk hem het jaar erop politiek asiel.
Ondanks dat zijn familieleden worden lastiggevallen door de Syrische autoriteiten, uit hij ook buiten Syrië nog steeds vrijelijk zijn mening.

## Onderscheidingen
- ??: Hellman-Hammett van Human Rights Watch
- ??: Freedom-to-Write Award van het PEN American Center
- 1998: Presprijs van de Verslaggevers Zonder Grenzen
- 2000: Guillermo Cano Internationale Prijs voor Persvrijheid van de UNESCO
- 2000: Gouden Pen van de Vrijheid van de World Association of Newspapers
- 2000: World Press Freedom Hero van het International Press Institute